# Óscar Wirth
Óscar Raúl Wirth Lafuente (Santiago, 5 de noviembre de 1955), conocido como Chino, es un exfutbolista chileno. Jugaba de arquero y es catalogado como uno de los mejores guardametas del fútbol chileno. 
Es padre del también arquero Rainer Wirth.

## Trayectoria

### Como futbolista
Fue el primer futbolista en haber jugado en los cuatro equipos grandes del fútbol chileno que son Colo-Colo, Universidad de Chile, Universidad  Católica y Cobreloa, récord que igualó el extremo Jean Beausejour. Además, mantuvo su portería invicta por 743 minutos jugando por Colo-Colo y Cobreloa entre el 12 de octubre de 1979 y el 20 de abril de 1980. Disputó las Finales De Copa Libertadores de América de 1981 Y 1982 con Cobreloa ante Flamengo, de Brasil y Peñarol de Uruguay quedando como Subcampeón de América y También con Universidad Católica en 1993 ante Sao Paulo de Brasil siendo Subcampeón de El Torneo Continental. Con un total de 3 finales disputadas con equipos chilenos siendo el único futbolista chileno en hacerlo hasta el momento.

### Como entrenador
Wirth tiene cursos de entrenador de fútbol y preparador de arqueros, además de haber sido ayudante técnico de la Selección de fútbol de Chile durante el período del DT Juvenal Olmos. 
Después de haber entrenado, junto a otros, a Universidad Católica "B" (equipo de Tercera División), los arqueros de Cobreloa (de Calama) y a Iberia (de Los Ángeles), fue Entrenador en el Fútbol Joven de Audax Italiano. En agosto de 2017 se integró al Cuerpo Técnico de las Selecciones Femeninas de Chile como preparador de arqueras de la adulta y principal de la Sub-20, con la que debuta en el Sudamericano Ecuador 2018.

## Selección nacional

### Participaciones en Copas del Mundo
| Mundial                        | Sede   | Resultado     |
| ------------------------------ | ------ | ------------- |
| Copa Mundial de Fútbol de 1982 | España | Primera Ronda |

### Participaciones en Copa América
| Torneo            | Sede     | Resultado     |
| ----------------- | -------- | ------------- |
| Copa América 1979 | Sin sede | Subcampeón    |
| Copa América 1983 | Sin Sede | Primera ronda |
| Copa América 1989 | Brasil   | Primera ronda |

## Clubes
| Club                   | País     | Año       |
| ---------------------- | -------- | --------- |
| Universidad Católica   | Chile    | 1973-1978 |
| Colo-Colo              | Chile    | 1979      |
| Cobreloa               | Chile    | 1980-1982 |
| Everton(1)             | Chile    | 1983      |
| Universidad de Chile   | Chile    | 1983-1984 |
| Rot-Weiß Oberhausen    | Alemania | 1985-1986 |
| Real Valladolid(2)     | España   | 1986-1988 |
| Independiente Medellín | Colombia | 1988      |
| Deportes La Serena     | Chile    | 1989-1990 |
| Deportes Concepción    | Chile    | 1991      |
| Universidad Católica   | Chile    | 1992-1993 |
| Alianza Lima           | Perú     | 1994      |

## Palmarés

### Campeonatos nacionales
| Título           | Equipo               | País  | Año  |
| ---------------- | -------------------- | ----- | ---- |
| Primera B        | Universidad Católica | Chile | 1975 |
| Primera División | Colo-Colo            | Chile | 1979 |
| Primera División | Cobreloa             | Chile | 1980 |
| Primera División | Cobreloa             | Chile | 1982 |

### Distinciones individuales
| Distinción                                                                                | Año  |
| ----------------------------------------------------------------------------------------- | ---- |
| Mejor futbolista profesional del año, según el Círculo de Periodistas Deportivos de Chile | 1993 |